# Landesfeuerwehrmuseum Mecklenburg-Vorpommern
Das Landesfeuerwehrmuseum Mecklenburg-Vorpommern befindet sich in Meetzen, einem Ortsteil der Gemeinde Holdorf (Landkreis Nordwestmecklenburg). Im Jahre 2001 wurde das Feuerwehrmuseum Meetzen zum Landesfeuerwehrmuseum für Mecklenburg-Vorpommern ernannt.

## Geschichte
Das Museum wurde im Jahr 1995 von dem Feuerwehrhistoriker Uwe Rosenfeld in einer ehemaligen Landmaschinenwerkstatt gegründet. Das gesamte Grundstück hat eine Fläche von ca. 10.000 m², die Ausstellungsfläche beträgt ca. 2000 m².
Dem Feuerwehrmuseum angegliedert ist eine Restaurierungswerkstatt für Großfahrzeuge und ein umfangreiches Literaturarchiv, das auch Chronisten und Historikern zur Verfügung steht.
Als Landesfeuerwehrmuseum wird das Feuerwehrwesen des Bundeslandes Mecklenburg-Vorpommern und des Landkreises Nordwestmecklenburg seit der Gründung der Feuerwehren um 1845 bis heute erforscht und dargestellt. In der Ausstellung sind ca. 3500 Exponate zu sehen, darunter ca. 66 Fahrzeuge, Anhänger und Großgeräte.
Das Museum hat feste Öffnungszeiten und kooperiert mit dem Internationalen Feuerwehrmuseum in Schwerin (Deutschlands größtes Feuerwehrmuseum auf über 4500 m²), außerdem hat es eine eigene Betriebsfeuerwehr und wird von Feuerwehrangehörigen im Ehrenamt als Verein betrieben.
Das Landesfeuerwehrmuseum MV befindet sich in dem kleinen Ort Meetzen bei Gadebusch im Biosphärenreservat Schaalsee und ist Partner des UNESCO Reservates.